# Павлув (Воломінський повіт)
Павлув (пол. Pawłów) — село в Польщі, у гміні Тлущ Воломінського повіту Мазовецького воєводства.
Населення — 101 особа (2011).
У 1975-1998 роках село належало до Остроленцького воєводства.

## Демографія
Демографічна структура станом на 31 березня 2011 року:
|          | Загалом | Допрацездатний вік | Працездатний вік | Постпрацездатний вік |
| -------- | ------- | ------------------ | ---------------- | -------------------- |
| Чоловіки | 54      | 14                 | 37               | 3                    |
| Жінки    | 47      | 8                  | 30               | 9                    |
| Разом    | 101     | 22                 | 67               | 12                   |